# El Ogre
El Baintha Brakk (El Ogro) es una montaña muy inclinada y escarpada, de 7285 m s. n. m., en el Panmah Muztagh, una parte de la cordillera del Karakórum Se encuentra en Gilgit-Baltistán, Pakistán. Es famoso por ser una de las montañas más difíciles de escalar del mundo: 24 años pasaron entre el primer ascenso en 1977 y el segundo en 2001.

## Ubicación
El Baintha Brakk se alza por encima del lado norte del glaciar Biafo, uno de los mayores glaciares del Karakórum central. Queda alrededor de 75 km al norte de Skardu, la mayor ciudad de la región y alrededor de 30 km al norte de la carretera en Askole.

## Rasgos destacados
El Baintha Brakk es excepcional por su combinación de altitud, prominencia e inclinación. Es una compleja torre de granito, más abrupta y rocosa que la mayor parte del resto de picos del Karakórum, sin embargo los picos Latok junto al Ogre son parecidos. Por ejemplo, su cara Sur se alza 3000 metros sobre el glaciar Uzun Brakk en solo 2 km de distancia horizontal.
Es debido a este carácter abrupto y rocoso que el Baintha Brakk ha sido tan difícil de escalar y, a la vez, un objetivo tan atractivo para los alpinistas de muy alto nivel.

## Historia de sus ascensos
Después de dos intentos infructuosos en 1971 y 1976, el pico fue ascendido por vez primera por dos británicos, Doug Scott y Chris Bonington, en 1977. Los otros miembros de la expedición fueron Mo Anthoine, Clive Rowland, Nick Estcourt y Tut Braithwaite. Estcourt, Anthoine y Rowland todos alcanzaron la cumbre Oeste, inferior, mientras que Braithwaite fue herido pronto por un desprendimiento. Ascendieron vía el espolón Sudoeste hasta la arista Oeste, y sobre la cumbre Oeste hasta la cumbre principal. El ascenso del bloque de la cumbre requirió ascenso de roca difícil que extendió los límites de lo que se había hecho a más de 7000 m s. n. m.
El descenso fue épico: en el primer rápel desde la cumbre, Scott se rompió ambas piernas. Más tarde, Bonington se rompió dos costillas y contrajo neumonía. Además, gran parte del descenso de una semana hasta el campamento base se realizó en medio de una gran tormenta. Sin embargo, todos fueron capaces de alcanzar el campamento base, donde tuvieron que esperar mucho a la ayuda.
El segundo ascenso al Ogre lo realizaron Urs Stöcker, Iwan Wolf y Thomas Huber, el 21 de julio de 2001, a través de la ruta del pilar Sur, siguiendo su primer ascenso del pico subsidiario Ogre III (cerca de 6800 m). Señalaron que hubo más de 20 expediciones sin éxito entre una y otra. Mountain INFO magazine caracterizó su ascenso como "sin duda alguna el logro montañero más notable durante toda la temporada 2001."
El tercer y último ascenso al Ogre, llegó el 7 de septiembre de 2012, por los estadounidenses Kyle Dempster y Hayden Kennedy, que ascendieron por una nueva ruta en la cara Sur. Ambos recibieron el Piolet D' Or por dicha ascensión.